# Neviansk
Neviansk (en russe : Невьянск) est une ville de l'oblast de Sverdlovsk, en Russie, et le centre administratif du raïon de Neviansk. Sa population s'élevait à 24 034 habitants en 2013.

## Géographie
Neviansk est située sur la rivière Neïva, dans le bassin de l'Ob et sur le versant oriental du Moyen Oural. Neviansk se trouve à 77 km au nord-nord-ouest de Iekaterinbourg et à 1 390 km à l'est de Moscou.

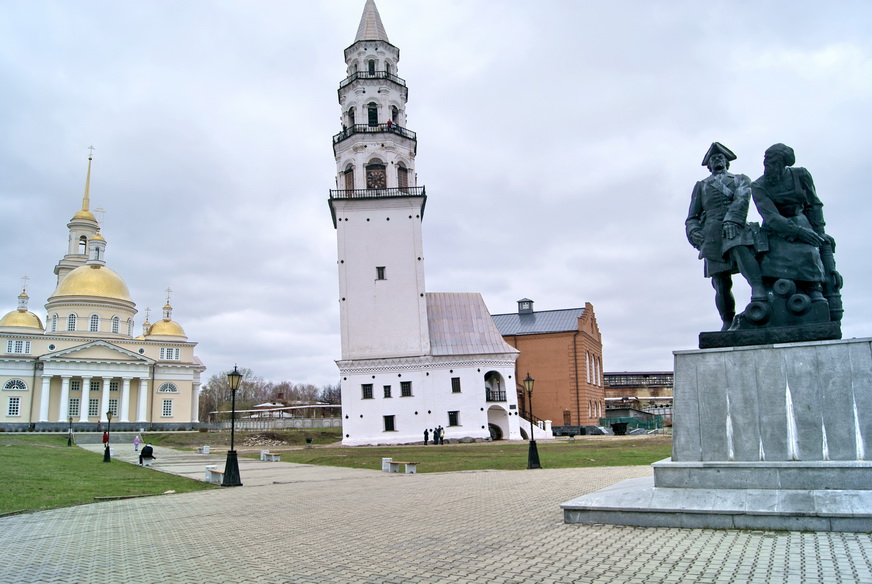
La tour penchée de Neviansk

## Histoire
Le possad de Neviansk a été fondé en 1700 en raison de la construction d'une fonderie de fer. Neviansk revêtait une grande importance pour la famille Demidoff, qui faisait extraire de l’or au pied des collines. Au XVIIIe siècle, Neviansk était peuplée essentiellement de Vieux Croyants, qui passaient commande à des artisans locaux d'icônes considérées comme la dernière époque de l'histoire de la peinture d'icônes en Russie. La célèbre tour penchée de Neviansk, haute de 60 mètres, est érigée entre 1725 et 1740 par Akinfi Demidoff et demeure le principal monument de la ville.
Neviansk a le statut de ville depuis 1919.

## Population
Recensements (*) ou estimations de la population :

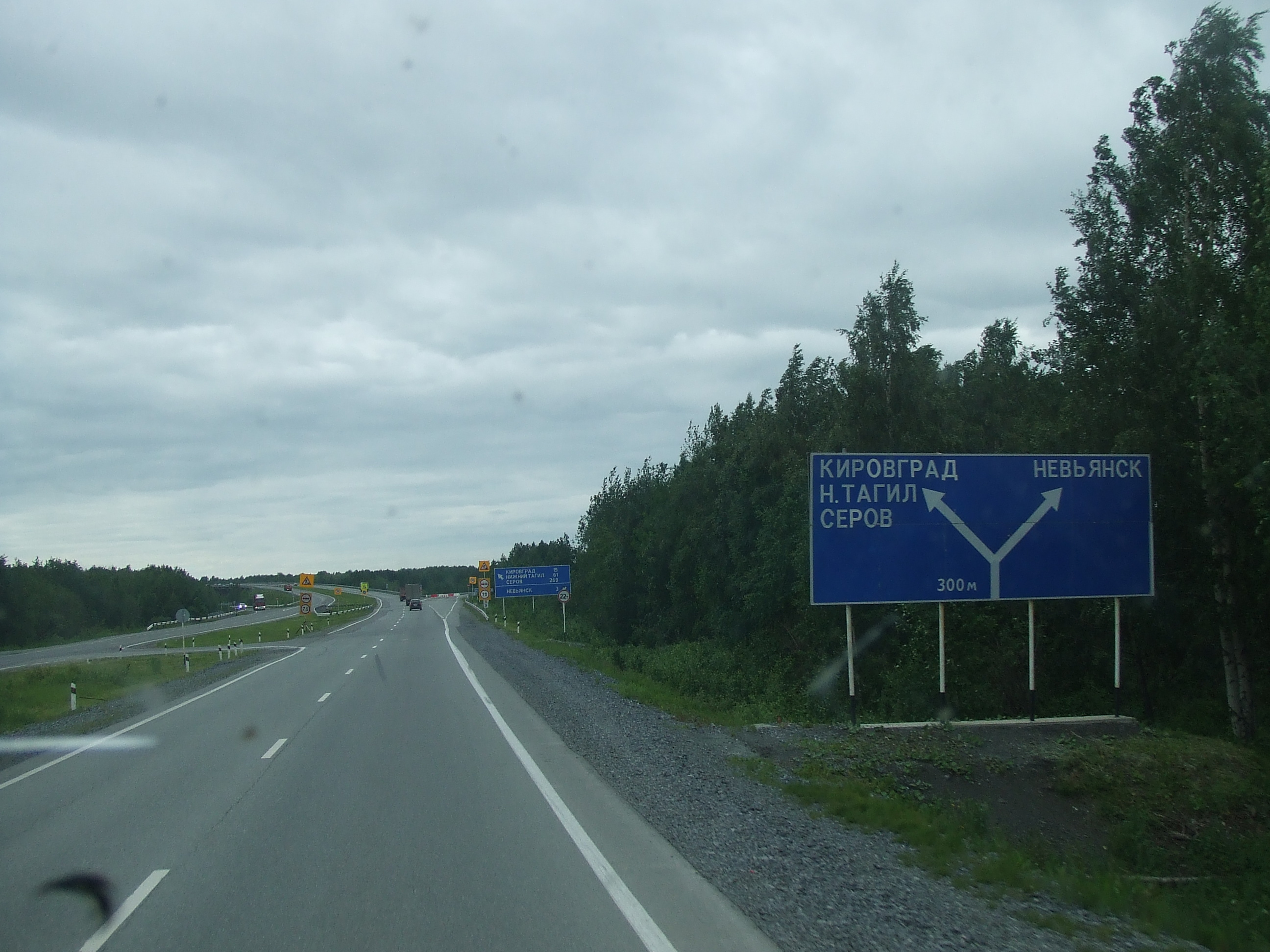
Autoroute R352 au sud de Neviansk.

| 1897*  | 1926*  | 1939*  | 1959*  | 1970*  | 1979*  |
| ------ | ------ | ------ | ------ | ------ | ------ |
| 16 000 | 13 275 | 28 174 | 30 878 | 29 765 | 32 361 |

| 1989*  | 2002*  | 2010*  | 2012   | 2013   | 2014 |
| ------ | ------ | ------ | ------ | ------ | ---- |
| 29 764 | 26 644 | 24 567 | 24 323 | 24 034 | -    |